# Calamus rotang
Calamus rotang là loài thực vật có hoa thuộc họ Arecaceae. Loài này được L. mô tả khoa học đầu tiên năm 1753.

## Hình ảnh

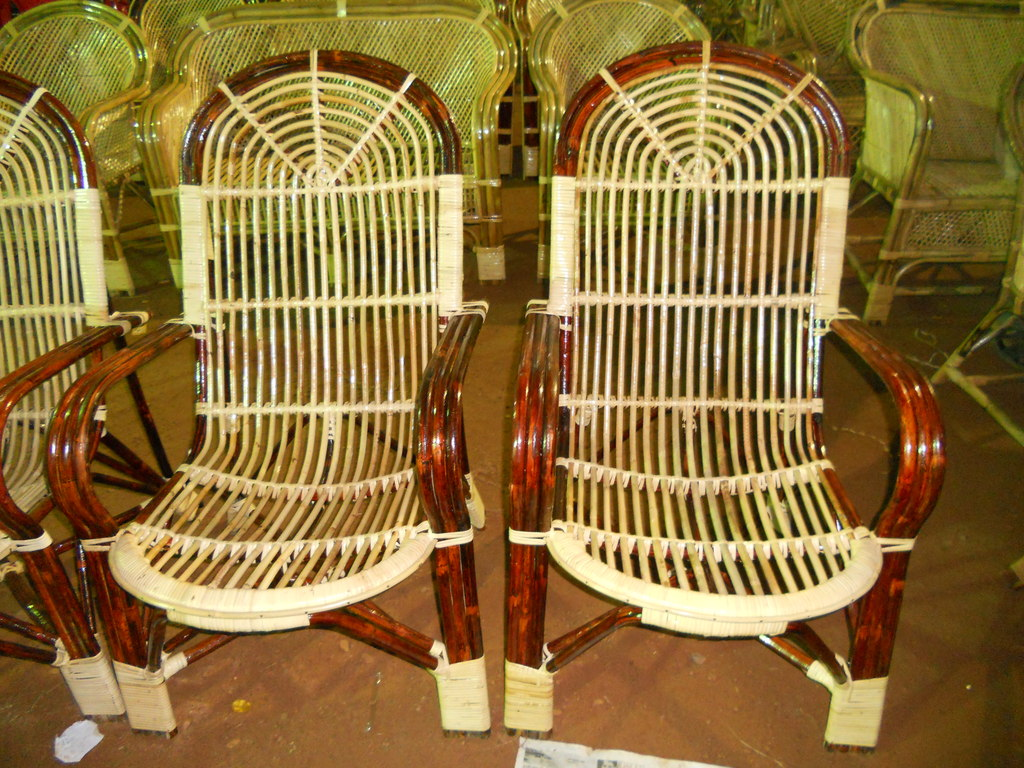
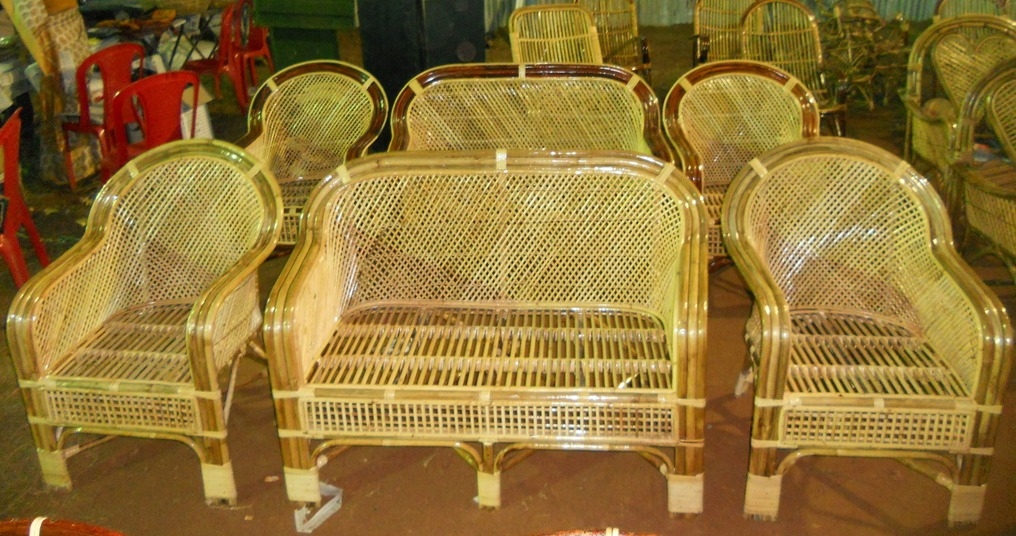
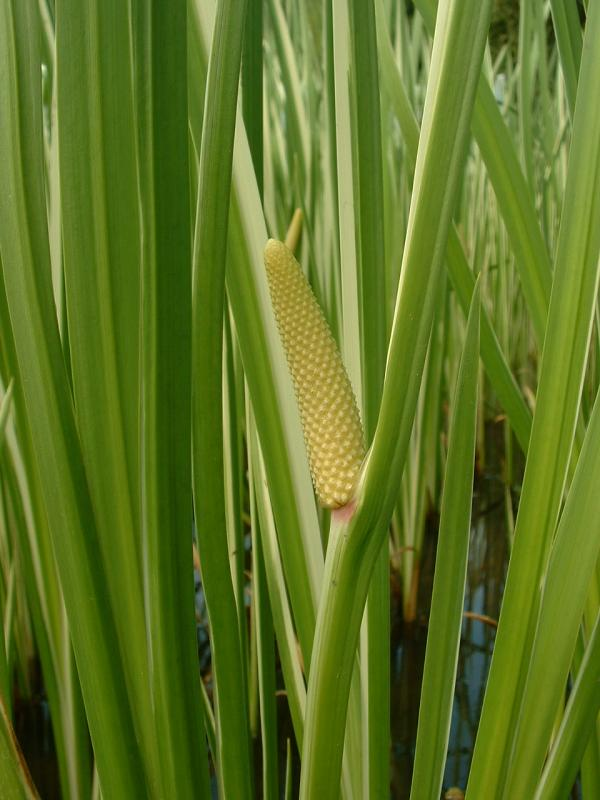
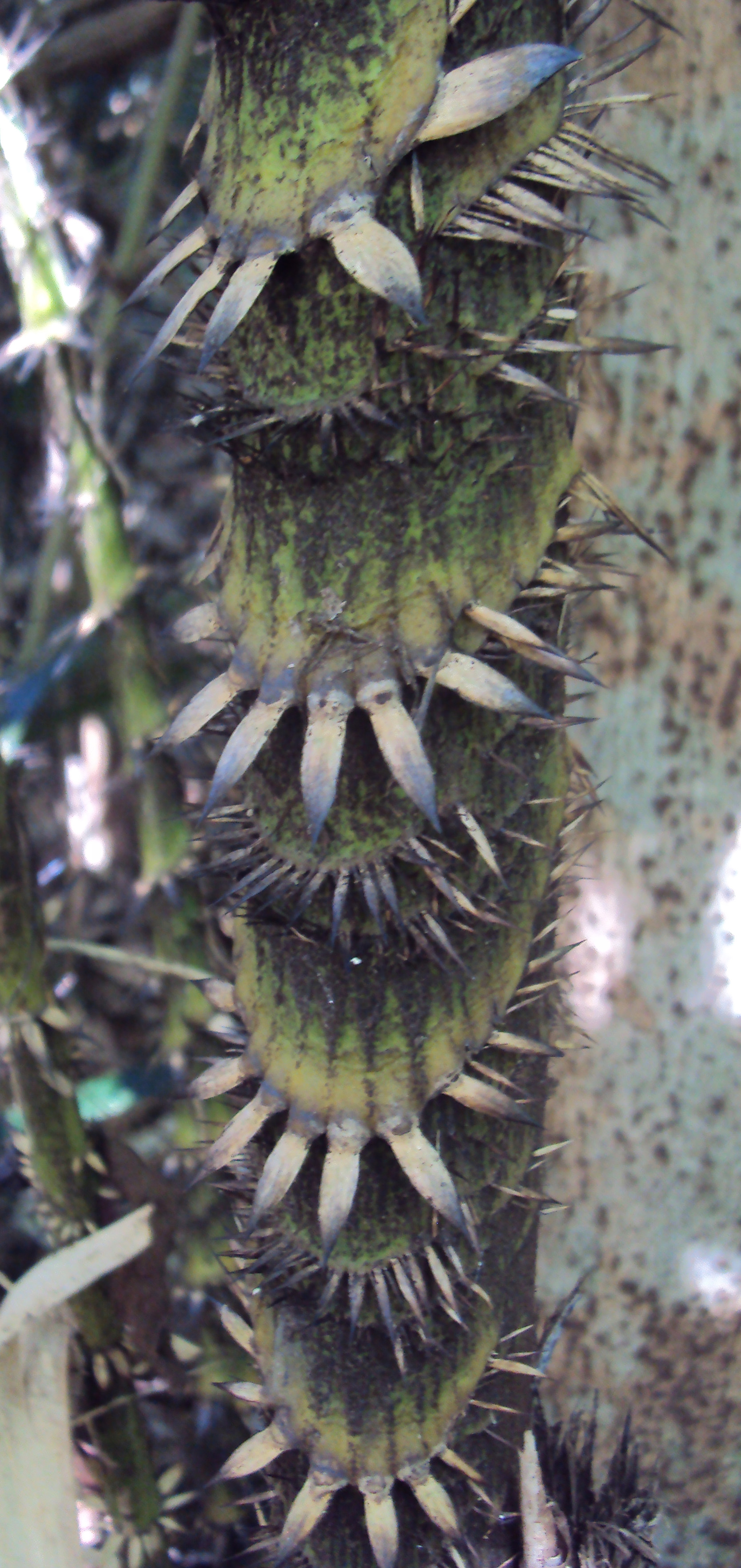
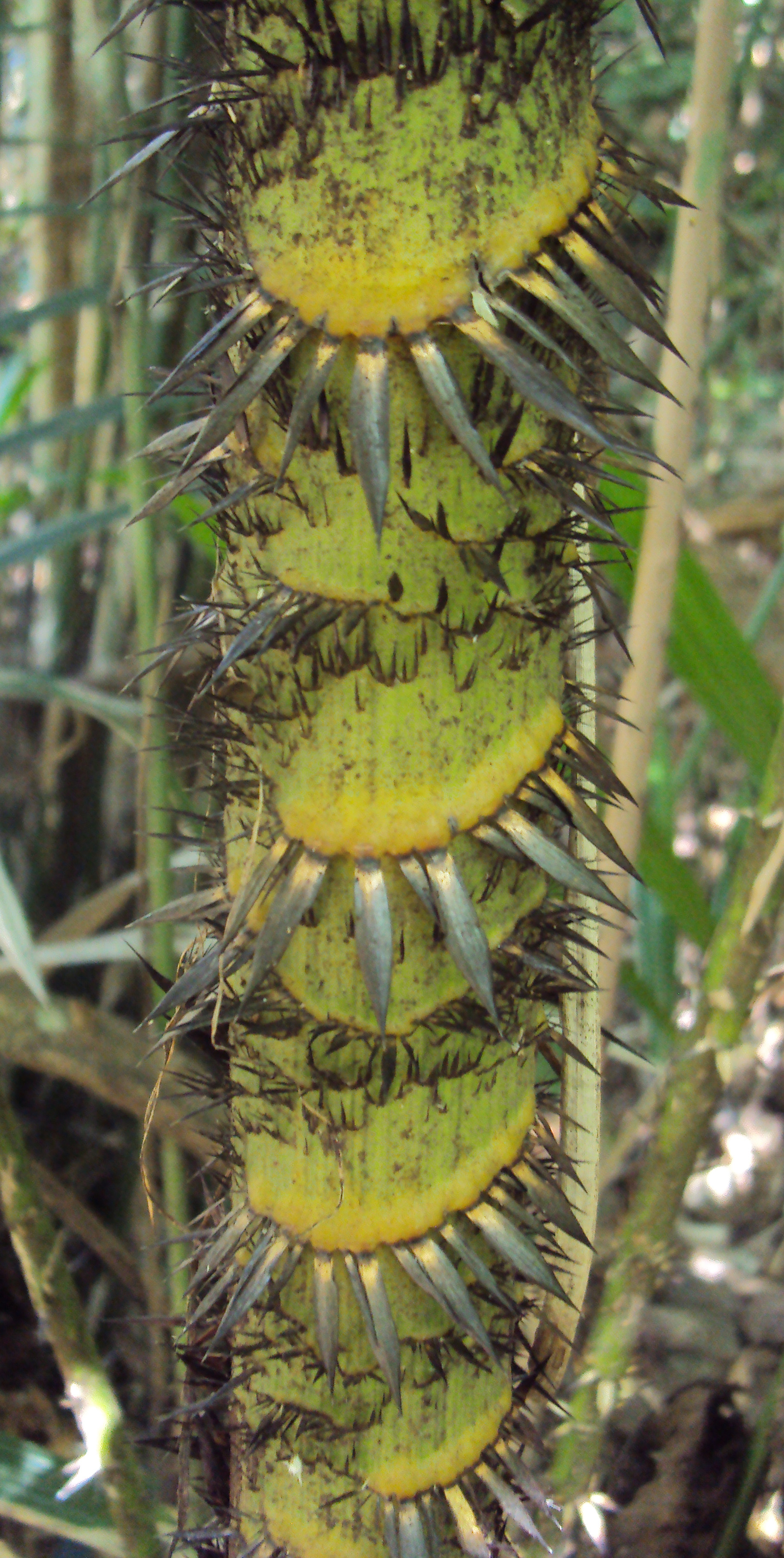
Stem
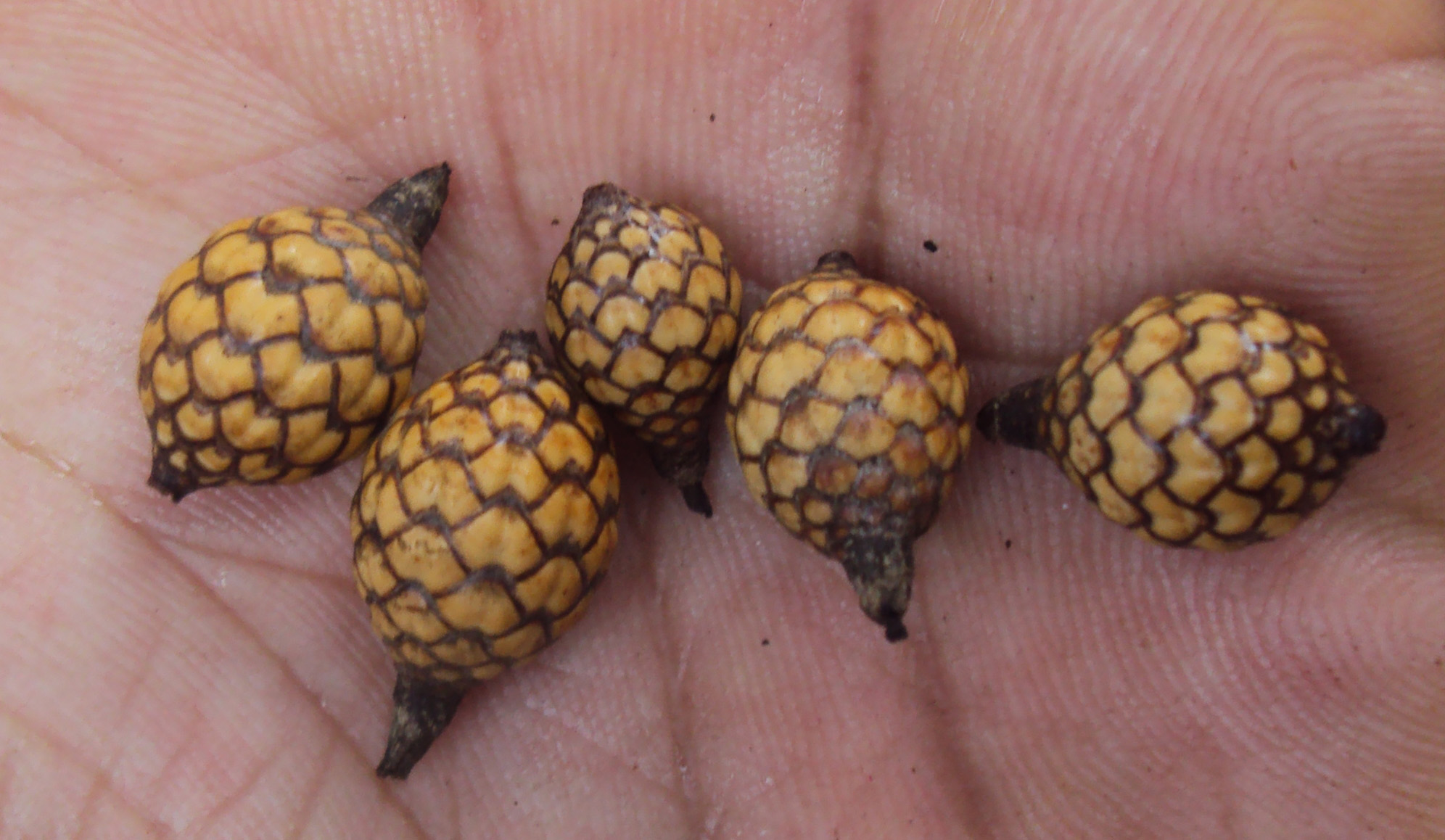
Fruit
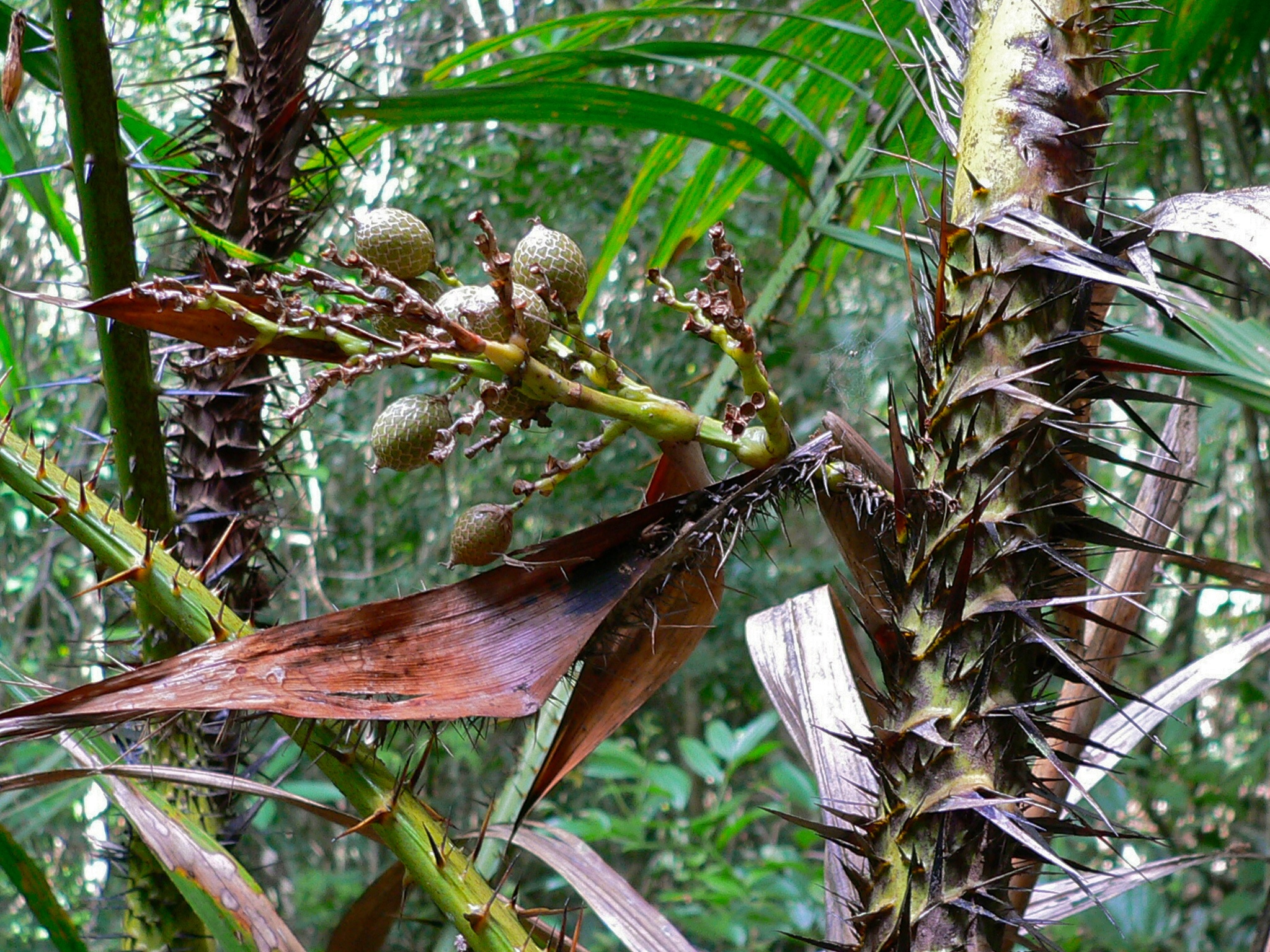
Rotang with fruits
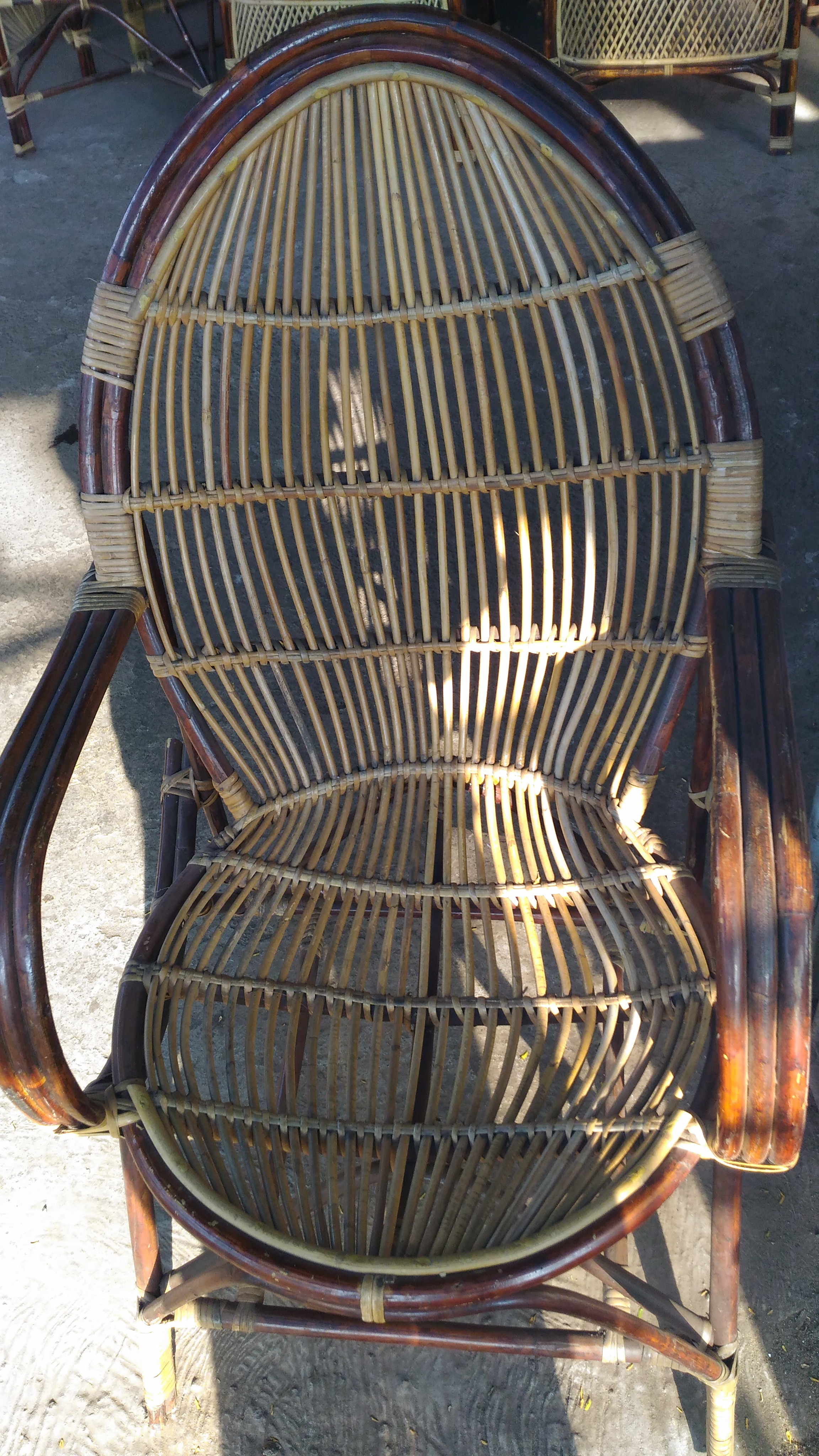
Malacca cane chair
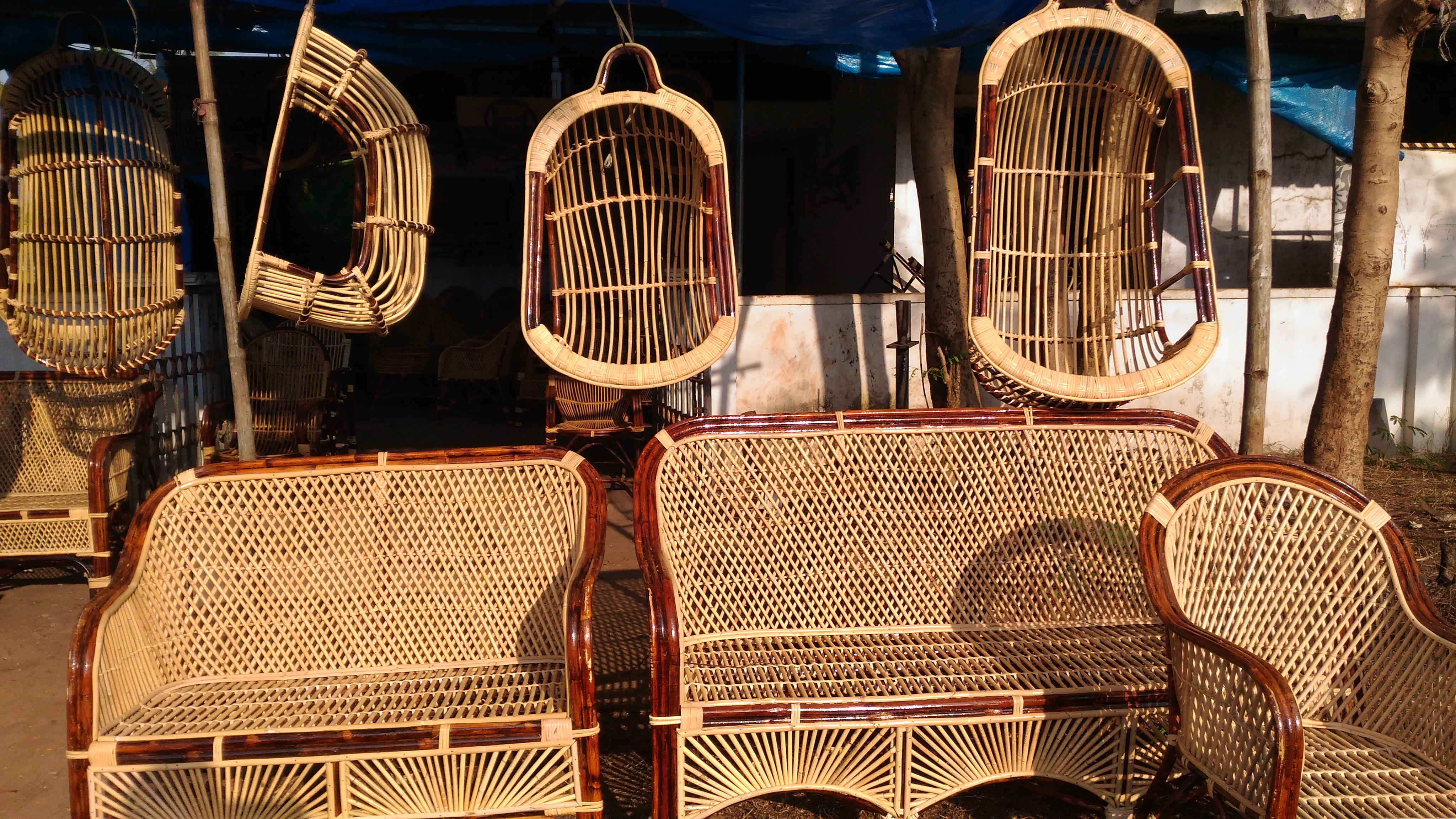
Malacca cane furniture